# Palazzo Guerrini Bratti

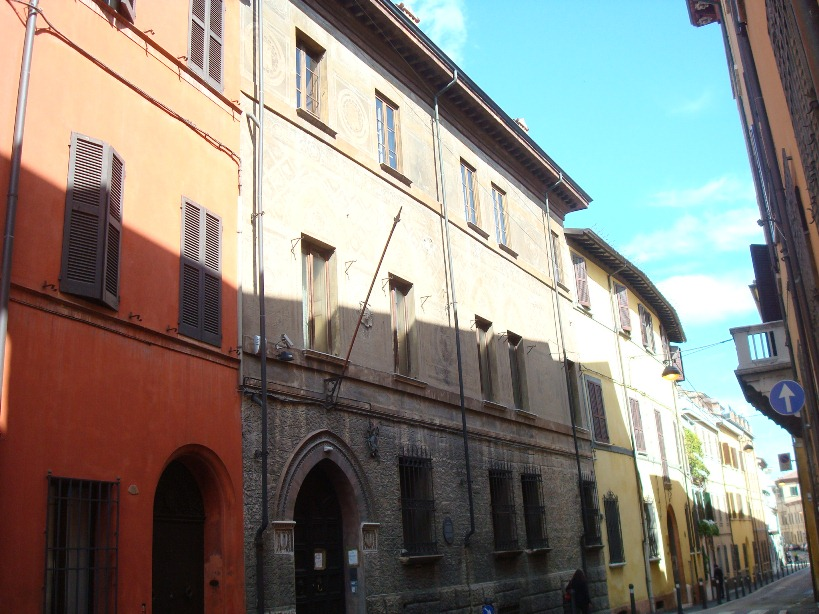
Palazzo Guerrini Bratti

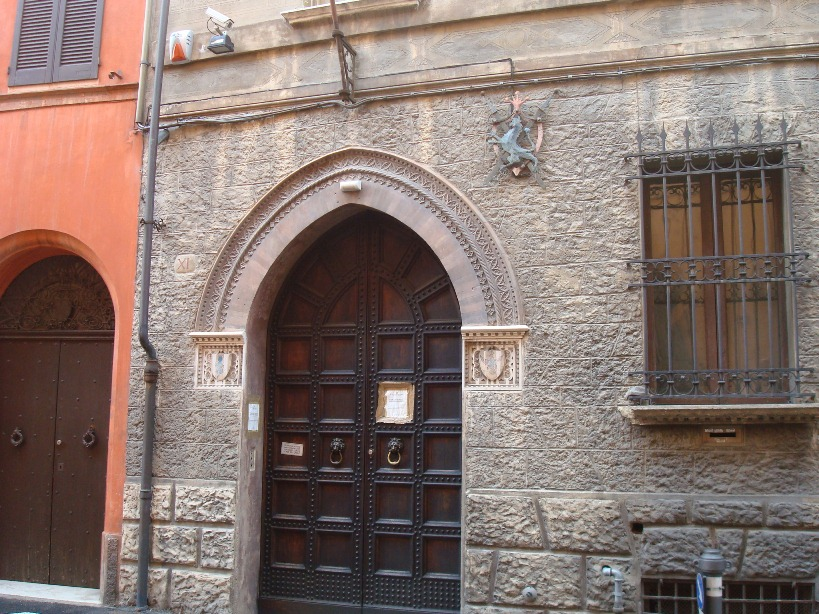
Eingangsportal

Der Palazzo Guerrini Bratti ist ein Adelspalast im historischen Zentrum von Cesena in der italienischen Region Emilia-Romagna. Er liegt an der Contrada Chiaramonti.

## Geschichte
Der Palast wurde um ein Wohngebäude, vermutlich aus der Zeit der Familie Malatesta, nach Plänen des Architekten Leandro Marconi errichtet. Der Bau begann 1792 und war 1796 abgeschlossen.

## Beschreibung
Die kleine Fassade des Palastes zeigt im unteren Teil Bossenwerk und der obere Teil ist verputzt und mit Friesen nach Art des 16. Jahrhunderts verziert. An den Seiten des Eingangsportals mit Spitzbogen sind die Wappen der Familie Guerrini Bratti gut zu sehen.
Der Salon im Hauptgeschoss ist in Einklang mit den Verzierungen in klassizistischen Stil am Gebäude mit mythologischen Motiven dekoriert. In den einzelnen Räumen findet man Darstellungen von Herakles, Luzifer und der Allegorie der Freiheit.